# Matériel à très longue portée
Le matériel à très longue portée, abrégé TLP, est un système d'artillerie français étudié à partir de 1918, face à la panique provoquée lors des bombardements de Paris par le Pariser Kanonen.

## Conception et fabrication
L'étude du matériel à très longue portée (TLP) est lancée en 1918 par le gouvernement français pour répondre au Pariser Kanonen de 120 km de portée. La fabrication ne peut être réalisée avant le 11 novembre 1918. Contrairement aux pièces allemandes, les TLP sont mobiles, en étant installés sur un affût ferroviaire ou affût-truck à glissement. La conception est indépendante des pièces d'artillerie allemandes, dont la documentation a été détruite par l'armée impériale. Le développement se déroule en plusieurs étapes.
Des canons d'essais de calibre 37 mm à très long allongement (110 et 160 calibres) et de 155 mm à 60 calibres sont testés pour cerner les spécificités balistiques. Plusieurs projets de canons sont étudiés, dont le 240⁄155 mm, les 340/210 et 224 mm à 65, 100 et 150 calibres et le 370⁄100 mm à 160 calibres.
Les restrictions de crédits à la suite de l'armistice de 1918 limitent les réalisations.

### Matériel LP de 340/240 de 65 calibres
Ce programme est mené par la commission ALVF (Artillerie lourde sur voie ferrée). Les pièces sont construites en 1920. Un tube de marine de 340 mm de diamètre retubé à 240 mm est installé sur un affût ferroviaire à glissement Schneider de 340. Les essais menés de 1924 à 1929 donnent des tirs à 53,59 km. La portée théorique maximale est de 60 km à 50° d'élévation, ce qui apparaît comme décevant par rapport aux pièces allemandes.

### Matériel TLP 340/224 de 100 calibres
Ce prototype est un affût ferroviaire à glissement Schneider de 340. Il supporte un tube de marine de 340 mm de diamètre, retubé à 210 mm, long de 100 calibres et s'élevant à 50°. Les tirs réalisés à partir de 1923 sont des échecs, les obus basculent au cours de leur trajectoire. Le tube est réalésé à 224 mm de diamètre et des obus à fausse ogive sont mis au point. Au cours des tirs en 1927, les portées atteignent 92 km puis 97,5 km en mai 1929.
Des problèmes de surpressions provoquèrent la réforme de ce matériel en 1931. Par ailleurs, cette pièce d'artillerie était trop haute pour circuler sur le réseau ferré, ce qui rendait nécessaire de longs travaux de montage et démontage peu compatibles avec le service de guerre.

### Matériel TLP de 340/224 de 150 calibres
La firme Schneider propose en 1919 un canon de 340 mm, retubé à 224 mm, allongé à 150 calibres et s'élevant à 50°. Le canon de 224 mm de diamètre est long de 100 calibres et prolongé par un tube lisse de 50 calibres. Un système de soutien formé de colliers et de haubans évite à la pièce de se courber. L'ensemble s'approche des techniques développées pour le Pariser Kanonen. Par ailleurs, le matériel est conçu pour limiter sa hauteur et les travaux de montage et démontage nécessaires pour se déplacer sur les voies de chemin de fer. Le tube de 34 m de long est en deux parties pour le transport.
Les essais de tirs de ce canon nommé « canon de 340 224 de 150 calibres à rallonge lisse, monté sur affût- truck Schneider n° 47 969 - avec affût oscillant et berceau » ou simplement 340/224TLP débutent le 25 mai 1929 et se succèdent jusqu'au 24 novembre 1931. Les portées augmentent de 107 à 127,8 km, avec des types d'obus différents. 
Le tir d'un obus de 224 mm modèle 1929, de 142 kg, à une vitesse initiale de 1 520 m/s à une distance de 127 800 m le 21 novembre 1929 est le record absolu de portée obtenue par un matériel d'artillerie français,.
Le tube est usé à la suite de 35 tirs, ce qui ne permet pas d'envisager son emploi de guerre lors de la Seconde Guerre mondiale.

## Utilisation et développements
Les différents prototypes effectuèrent plusieurs dizaines de tirs d'essais à Saint-Pierre-Quiberon, souvent accompagnés de problèmes de surpression ou d'une usure rapide des tubes. Cette absence de fiabilité des pièces d'artillerie en limitait l'emploi comme matériel de guerre.
À la déclaration de guerre en septembre 1939, la production d'une vingtaine de pièces à très longue portée fut considérée ainsi que la remise en service du matériel de 150 calibres, doté d'un nouveau tube de 220 mm. La défaite militaire de juin 1940 fit avorter ces projets.